# Соборная площадь (Пермь)
Собо́рная пло́щадь и сквер им. Ма́мина-Сибиряка́ в Перми находятся на верхней набережной реки Камы в начале Комсомольского проспекта в Ленинском районе города.

## История
Соборная площадь Перми начала формироваться в конце XVIII — начале XIX века, когда на берегу Камы начали строить Спасо-Преображенский кафедральный собор. Со временем площадь, с которой открывался красивый вид на реку, стала доминантой застройки города и местом для прогулок пермяков.
В советские времена Соборная площадь была благоустроена и превращена в сквер имени Мамина-Сибиряка. В 1974 году в сквере был установлен бюст Мамина-Сибиряка работы скульптора Анатолия Уральского. В 2009 году сквер реконструировали, части сквера вернули историческое название «Соборная площадь». Сквер был перепланирован, замощён натуральным камнем, украшен литым ограждением и декоративными светильниками. Новые зелёные насаждения заменили старые деревья. Были отремонтировали ведущие в сквер лестницы. На верхней набережной перед лестницей на нижнюю набережную имеется смотровая площадка с видом на Каму. На площади были установлены «свитки», выполненные из тёмной бронзы, на которых была запечатлена информация о Соборной площади.
Открытие реконструированной площади состоялось 16 сентября 2009 года; в торжественной церемонии приняли участие губернатор Пермского края Олег Чиркунов и Вагит Алекперов, президент компании «Лукойл», выделившей средства на реконструкцию.
11 июня 2011 года на площади был открыт памятник Николаю Чудотворцу.
Напротив здания Пермской государственной художественной галереи, на здании бывшего ВКИУ (на месте которого была Духовная семинария) установлена памятная доска учившимся там «Великим сынам России» Бажову, Попову и Мамину-Сибиряку.